# General en chef
General en chef (ryska генерал-аншеф, uttalas general-ansjef, från franskans général en chef) var en generalsgrad i den svenska kungliga armén och i den ryska kejserliga armén under 1700-talet. Enligt 1716 års förordning motsvarade den ungefär en fältmarskalks grad. Ersattes 1796-1797 med generalsgrader efter vapenslag: infanteri-, kavalleri-, artilleri- och ingenjörsgeneral.